# 下顎骨骨折
下顎骨骨折（かがくこつこっせつ、英: Mandibular fracture）は、下顎骨が変形、破壊を起こす骨折である。咀嚼、構音、咬合などの機能障害を伴う。

## 概要
下顎骨骨折はその大部分が外傷性骨折であり、その内の約半数が交通事故によって発生する（増村ら 42.1%、小浜ら 45.1%、Halazonetis 46.0%、Haganら 55.8%）。下顎骨は各種咀嚼筋が多数付着しており上下左右あらゆる方向に力が作用しているので骨の変位が起こりやすい。また、下歯槽管を断裂した場合には多量の出血や下歯槽経の損傷による神経麻痺などが発生する。下顎骨は複雑な形態をしており、下顎骨の%骨体部及び下顎角部は直達骨折の場合が多いが、細い関節突起部は介達骨折を引き起こしやすい傾向にある。診断は触診などで骨折部位の推定を行い、X線撮影により特定する。
また、本来強固である下顎骨も、骨髄炎や腫瘍、放射線治療の後遺障害などにより骨が吸収され、その強度が減少することもある。この場合、交通事故などの強い衝撃でなくごく軽い衝撃、場合によっては自然に骨折することさえ有る。この場合、骨折を自覚することがない状態で放置され、変形してから気がつくこともある。
子供の場合、これらの他に児童虐待による骨折もあり、注意が必要である。

## 治療法
外傷性骨折では他の骨折と同様に整復と固定によって行なうが、顎骨の骨折において必要とされる咬合機能の回復をするために歯牙結紮法や顎間固定法を併用している場合が多い。観血的処置では、顎骨の特性により内固定である金属プレートによる骨接合法が一般的であるが、部位や個々の症例の特性に合わせて骨縫合やキルシュナーワイヤーによる経皮的鋼線刺入固定法、顎外固定法などその他の方法を選択することもある。
病的な理由で骨折が発生した場合については、その原因となる病気の治療を行わなければならないが、ただちに手術を行わなければならない程度に病巣が拡大している場合も多い。

## 陳旧性下顎骨骨折
上記の通り、下顎骨骨折の大部分が外傷性骨折である。下顎骨が骨折するほどの衝撃を顔面に受けるため、脳等に損傷が発生することも多い。このような状況下で、脳の治療と下顎骨骨折の治療を同時に行うことができない場合、当然のことではあるが脳の治療を優先する。このような優先順位の判断の結果、また、時間的制約、医師の専門などにより下顎骨骨折の診断を行わない、あるいは行えないまま治療を開始するために下顎骨骨折に気がつかないまま放置される事により、骨が変形したまま癒着する等の状態が起こり、咬合異常や顔貌の変形などの異常が発生する。特に一ヶ月以上にわたり放置された物を陳旧性下顎骨骨折という。